# Molpadia borealis
Molpadia borealis is een zeekomkommer uit de familie Molpadiidae.
De wetenschappelijke naam van de soort werd in 1859 gepubliceerd door Michael Sars.

## Synoniemen
- Trochostoma thomsonii Danielssen & Koren, 1879
- Trochostoma arctica Danielssen & Koren, 1880 non (Von Marenzeller, 1877)
- Ankyroderma affine Danielssen & Koren, 1881
- Ankyroderma jeffreysii Danielssen & Koren, 1881
- Molpadia blakei f. groenlandica Mortensen, 1910
- Molpadia oolitica Mortensen, 1914 non Pourtalès, 1851